# Кватаїне
Кватаї́не (англ. Kwataine) — традиційна громада у складі дистрикту Нтчеу Центрального регіону Малаві.
Населення — 53379 осіб (2018).